# Jordan (låt)
Jordan är en låt av den amerikanske gitarristen Buckethead. Ursprungligen var Jordan en låt till musikspelet Guitar Hero II, men sedermera släpptes "Jordan" som en digital nedladdningsbar singel på iTunes den 18 augusti 2009.